# Poilley (Ille-et-Vilaine)
Poilley (bret. Polieg) – miejscowość i gmina we Francji, w regionie Bretania, w departamencie Ille-et-Vilaine.
Według danych na rok 1990 gminę zamieszkiwało 419 osób, a gęstość zaludnienia wynosiła 39 osób/km² (wśród 1269 gmin Bretanii Poilley plasuje się na 874. miejscu pod względem liczby ludności, natomiast pod względem powierzchni na miejscu 813.).